# Natuashishs flygplats
Natuashish är en flygplats i Kanada.   Den ligger i provinsen Newfoundland och Labrador, i den östra delen av landet, 1 500 km nordost om huvudstaden Ottawa. Natuashish ligger 5 meter över havet.
Terrängen runt Natuashish är kuperad västerut, men österut är den platt. Havet är nära Natuashish åt sydost. Trakten runt Natuashish är nära nog obefolkad, med mindre än två invånare per kvadratkilometer.. Närmaste större samhälle är Natuashish, 3,8 km öster om Natuashish.